# Слабтаун (Пенсилванија)
Слабтаун (енгл. Slabtown) насељено је место без административног статуса у америчкој савезној држави Пенсилванија.

## Демографија
По попису из 2010. године број становника је 156, што је 51 (48,6%) становника више него 2000. године.
| Група             | 2000.        | 2010.        |
| Белци             | 105 (100,0%) | 156 (100,0%) |
| Афроамериканци    | 0 (0,0%)     | 0 (0,0%)     |
| Азијати           | 0 (0,0%)     | 0 (0,0%)     |
| Хиспаноамериканци | 0 (0,0%)     | 0 (0,0%)     |
| Укупно            | 105          | 156          |